# .cr
.cr – domena internetowa przypisana do Kostaryki. Została utworzona 10 września 1990. Zarządza nią Academia Nacional de Ciencias (ANC, Narodowa Akademia Nauk).